# Ernest Cossart

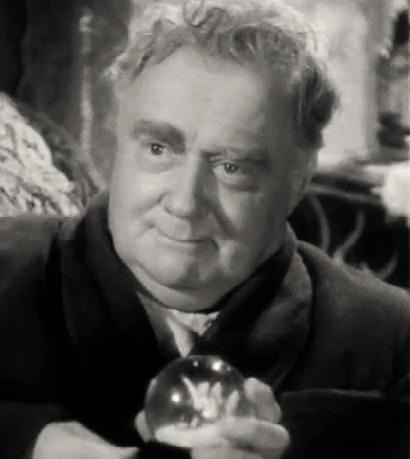
Cossart en Kitty Foyle (1940)

Ernest Cossart (24 de septiembre de 1876 – 21 de enero de 1951) fue un actor teatral y cinematográfico inglés. Tras cursar una carrera teatral en Inglaterra, se trasladó a los Estados Unidos, actuando por todo el país y, especialmente, en el circuito de Broadway. En las décadas de 1930 y 1940 actuó en el cine, especializándose en la interpretación de mayordomos, criados y personajes similares, aunque también encarnó a otros tipos diferentes.

## Biografía
Su verdadero nombre era Emil Gottfried von Holst, y nació en Cheltenham, Inglaterra. Era el menor de los dos hijos de Adolph von Holst (1846–1901), músico profesional, y su primera esposa, Clara Lediard (1841–1882). Su hermano, Gustavus, conocido más tarde como Gustav Holst, fue un importante compositor inglés. Emil estudió en la Pate's Grammar School y después trabajó en la oficina de una compañía vinícola. 
Cuando decidió dedicarse a la interpretación, tomó el nombre artístico de "Ernest Cossart", actuando en el teatro en el Reino Unido antes de emigrar a los Estados Unidos en 1908, trabajando a lo largo de todo el país y en el circuito de Broadway. Durante la Primera Guerra Mundial sirvió en el ejército de Canadá, resultando gravemente herido. Tras la guerra actuó en una comedia musical en los teatros del West End londinense, antes de volver a Broadway en 1919.
A finales de los años 1920, Cossart volvió al teatro en Londres, actuando con Alfred Lunt y Lynn Fontanne en una adaptación de un éxito de Broadway, Caprice. En 1932 fue el Coronel Tallboys en el estreno mundial de la pieza de George Bernard Shaw Too True to Be Good, con Beatrice Lillie y Leo G. Carroll.
Cossard empezó a actuar en el cine en Hollywood en los años 1930, siendo a menudo encasillado en papeles de mayordomo; Uno de sus papeles de criado más famoso fue el que hizo en Angel, film en el cual Edward Everett Horton también encarnaba a un sirviente. Además de esos papeles, Cossart hizo otro tipo de personajes, como por ejemplo Pa Monaghan, junto a Ronald Reagan, en Kings Row, o Squire Brown en Tom Brown's School Days; además, en dos películas encarnó a sacerdotes católicos, uno francés y otro de origen irlandés.
Durante los años de la Segunda Guerra Mundial, Cossart fue cofundador, junto a Cedric Hardwicke, Basil Rathbone y otros actores de origen británico, de una fundación para la ayuda de artistas en la miseria en el Reino Unido.
Ernest Cossart falleció en Nueva York en 1951, a los 74 años de edad. Le sobrevivió su esposa, la actriz Maude Davis, y su hija, la también actriz Valerie Cossart (1907–1994).

## Teatro (Broadway)
- 1908: The Girls of Gottenberg, música de Ivan Caryll y Lionel Monckton, letras de Adrian Ross y Basil Hood.
- 1910: Mrs. Dot, de William Somerset Maugham, con Billie Burke.
- 1910: Love among the Lions, de Winchell Smith a partir de F. Anstey, con Ivan F. Simpson
- 1911: The Zebra, de Paul M. Potter a partir de Marcel Nancey y Paul Armont.
- 1912: The Typhoon, de Emil Nyitray y Byron Ongley a partir de Menyhert Lengyel.
- 1914: Marrying Money, de Washington Pezey y Bertram Marbugh.
- 1915: Androcles and the Lion, de George Bernard Shaw.
- 1915: The Man who married a Dumb Wife, de Anatole France, con Isabel Jeans.
- 1915: El sueño de una noche de verano, de William Shakespeare, con Isabel Jeans.
- 1915: The Doctor's Dilemma, de George Bernard Shaw.
- 1915: Sherman was right, de Frank Mandel.
- 1920-1921: The Skin Game, de John Galsworthy.
- 1921: The Title, de Arnold Bennett, interpretada y dirigida por Lumsden Hare.
- 1922: HE Who gets slapped, de Leónidas Andreiev, adaptada por Gregory Zilboorg, con Richard Bennett, Margalo Gillmore, Edgar Stehli, Henry Travers y Helen Westley.
- 1922: From Morn to Midnight, de Georg Kaiser, adaptada por Ashley Dukes, con Allyn Joslyn, Edgar Stehli, Henry Travers y Helen Westley.
- 1922-1923: Seis personajes en busca de autor, de Luigi Pirandello, adaptada por Edward Storer, con Florence Eldridge.
- 1923: The Love Habit, adaptación de Gladys Unger a partir de Pour avoir Adrienne, de Louis Verneuil, con Florence Eldridge.
- 1923: Casanova, de Lorenzo De Azertis, adaptada por Sidney Howard.
- 1923-1924: Santa Juana, de George Bernard Shaw, con Henry Travers.
- 1924: Seis personajes en busca de autor.
- 1924: The Steam Roller, de Laurence Eyre.
- 1924-1925: Cándida, de George Bernard Shaw, con Pedro de Córdoba.
- 1925-1926: Arms and the Man, de George Bernard Shaw, con Pedro de Córdoba y Henry Travers.
- 1926: The Chief Thing, de Nikolaï Evreinov, adaptada por Leo Randole y Herman Bernstein, con Romney Brent, Edward G. Robinson, Lee Strasberg, Henry Travers y Helen Westley.
- 1926-1927: Loose Ankles, de Sam Janney.
- 1926-1927: What never dies, de Alexander Engel, adaptada por Ernest Boyd.
- 1927-1928: The Doctor's Dilemma, de George Bernard Shaw, con Margalo Gillmore, Alfred Lunt, Henry Travers y Helen Westley.
- 1928: Marco Millions, de Eugene O'Neill, escenografía de Rouben Mamoulian, con Robert Barrat, Albert Dekker, Margalo Gillmore, Alfred Lunt, Vincent Sherman y Henry Travers.
- 1928: Volpone, de Ben Jonson, adaptada por Ruth Langner, con Albert Dekker, Margalo Gillmore, Alfred Lunt, Vincent Sherman, Henry Travers y Helen Westley.
- 1928-1929: Caprice, de Philip Moeller, con Douglass Montgomery.
- 1929: Becky Sharp, de Langdon Mitchell, a partir de La feria de las vanidades, de William Makepeace Thackeray, con Etienne Girardot, Arthur Hohl, Basil Sydney y Leonard Willey.
- 1930: The Apple Cart, de George Bernard Shaw, con Violet Kemble-Cooper, Tom Powers, Claude Rains y Helen Westley.
- 1930: Milestones, de Arnold Bennett y Edward Knoblauch, con Beulah Bondi y Selena Royle.
- 1931: Getting Married, de George Bernard Shaw, con Romney Brent, Dorothy Gish, Henry Travers y Helen Westley.
- 1931: The Way of the World, de William Congreve, con Walter Hampden, Gene Lockhart, Kathleen Lockhart, Selena Royle y Cora Witherspoon.
- 1931: The Roof, de John Galsworthy, con Henry Hull y Selena Royle.
- 1932: The Devil passes, de Benn W. Levy, con Eric Blore, Arthur Byron, Mary Nash y Basil Rathbone.
- 1932: Too true to be good, de George Bernard Shaw, escenografía de Leslie Banks, con Leo G. Carroll y Claude Rains.
- 1933: The Mask and the Face, de W. Somerset Maugham, con Leo G. Carroll y Humphrey Bogart
- 1933-1934: Mary of Scotland, de Maxwell Anderson, con Helen Hayes, Edgar Barrier, George Coulouris, Philip Merivale, Moroni Olsen y Leonard Willey.
- 1935: Accent on Youth, de Benn W. Levy
- 1937: Madame Bovary, de Benn W. Levy, a partir de Gustave Flaubert, con Eric Portman y O. Z. Whitehead.
- 1945: Devils Galore, de Eugene Vale.
- 1948: The Play's the Thing, de Ferenc Molnár, adaptada por P. G. Wodehouse, con Louis Calhern, Francis Compton y Faye Emerson.
- 1949: The Ivy Green, de Mervyn Nelson, con Hurd Hatfield.

## Selección de su filmografía
- 1916: The Pursuing Vengeance, de Martin Sabine.
- 1935: The Scoundrel, de Ben Hecht y Charles MacArthur.
- 1936: El gran Ziegfeld, de Robert Z. Leonard.
- 1936: Three Smarts Girls, de Henry Koster.
- 1936: Murder with Pictures, de Charles Barton.
- 1937: Angel, de Ernst Lubitsch.
- 1937: Champagne valse, de A. Edward Sutherland.
- 1939: Zaza, de George Cukor.
- 1939: Tower of London, de Rowland V. Lee.
- 1939: Three Smart Girls Grow Up, de Henry Koster.
- 1939: The Light that Failed, de William A. Wellman
- 1939: Lady of the Tropics, de Jack Conway.
- 1940: Kitty Foyle, de Sam Wood.
- 1940: Tom Brown's School Days, de Robert Stevenson.
- 1941: Skylark, de Mark Sandrich.
- 1942: Kings Row, de Sam Wood.
- 1945: Cartas a mi amada (Love Letters), de William Dieterle.
- 1945: Tonight and every Night, de Victor Saville.
- 1946: Cluny Brown, de Ernst Lubitsch.
- 1946: The Jolson Story, de Alfred E. Green
- 1947: Love from a Stranger, de Richard Whorf.
- 1949: John Loves Mary, de David Butler.